# Фольмерсвайлер
Фольмерсвайлер (нім. Vollmersweiler) — громада в Німеччині, розташована в землі Рейнланд-Пфальц. Входить до складу району Гермерсгайм. Складова частина об'єднання громад Кандель.
Площа — 2,18 км2. Населення становить 200 ос. (станом на 31 грудня 2020).